# Piemonte Volley 2012-2013
Questa voce raccoglie le informazioni riguardanti il Piemonte Volley nelle competizioni ufficiali della stagione 2012-2013.

## Stagione
La stagione 2012-13 è per il Piemonte Volley di Cuneo, sponsorizzata dalla Bre Banca e dal gruppo Lannutti, la ventiquattresima annata consecutiva nel campionato di Serie A1; sulla panchina arriva Roberto Piazza, mentre l'ossatura della squadra rimane quasi interamente uguale a quella della stagione precedente: unici cambiamenti si hanno nel ruolo del libero, con l'arrivo di Daniele De Pandis e dell'opposto, dove l'uscente Leandro Vissotto, viene sostituito da Cvetan Sokolov, arrivato in prestito dalla Trentino Volley, insieme a Dore Della Lunga; inoltre, dal rinunciatario Volley Treviso, arrivano il palleggiatore Nimir Abdel-Aziz, lo schiacciatore ed opposto Oleg Antonov ed il centrale Emanuel Kohút.
In campionato, la squadra piemontese, parte bene con tre vittorie consecutive, a cui seguono poi due sconfitte: il girone di andata si conclude con quattro vittorie e due sconfitte che portano il Piemonte Volley al quinto posto in classifica, qualificandolo alla Coppa Italia. Anche il girone di ritorno è alquanto soddisfacente, con sette vittorie e quattro sconfitte, concludendo la regular season al quarto posto: tale risultato consente alla formazione di Cuneo di disputare i play-off scudetto, partendo dai quarti di finale, con una vittoria all'attivo, come da regolamento, contro la Pallavolo Modena, superata poi in due gare. In semifinale invece lo scontro è contro il club di Trento, la quale però, partendo già con una gara di vantaggio, riesce a vincere due partite, estromettendo la Piemonte Volley dalla corsa scudetto.
In Coppa Italia la squadra di Cuneo affronta in trasferta, complice il quinto posto in classifica, la quarta classificata al termine del girone di andata, ossia il Callipo Sport di Vibo Valentia: la spedizione in terra calabra però è deludente, con l'eliminazione dalla competizione a seguito della sconfitta per 3-0.
Il terzo posto nella regular season della stagione 2011-12 ed il conseguente arrivo nelle semifinali scudetto, ha consentito al Piemonte Volley di disputare la Champions League 2012-13: nella fase a gironi è un monologo di successi, vincendo tutte le sei gare, perdendo solo due set; nei play-off a 12 supera agevolmente sia all'andata che al ritorno gli sloveni dell'Odbojkarski Klub ACH Volley, mentre nei play-off a 6 disputa il derby italiano contro l'Associazione Sportiva Volley Lube di Macerata, contro la quale perde la gara di andata, ma riesce a vincere al tie-break la gara di ritorno e poi anche il Golden Set, qualificandosi per la prima volta alle final-four. In semifinale supera per 3-2 i polacchi del ZAKSA Kędzierzyn-Koźle, mentre in finale viene sconfitta al tie-break dai russi del Volejbol'nyj klub Lokomotiv Novosibirsk.

## Organigramma societario
Area direttiva
- Presidente: Valter Lannutti
- Segreteria generale: Giusy Bertolotto
- Amministratore delegato: Pasquale Landolfo

Area organizzativa
- Team manager: Daniele Vergnaghi
- General manager: Marco Pistolesi
- Responsabile logistica: Aldo Asnaghi

Area tecnica
- Allenatore: Roberto Piazza
- Allenatore in seconda: Massimiliano Giaccardi
- Scout man: Emanuele Aime, Andrea Rinaudo

Area comunicazione
- Addetto stampa: Giusy Bertolotto
- Relazioni esterne: Bruno Lubatti

Area sanitaria
- Medico: Stefano Carando, Guido Enrici
- Preparatore atletico: Danilo Bramard
- Fisioterapista: Gabriele Giorgis, Francesco Zito

## Rosa
| N° | Nome              | Ruolo | Data di nascita  | Nazionalità sportiva |
| -- | ----------------- | ----- | ---------------- | -------------------- |
| 1  | Luigi Mastrangelo | C     | 17 agosto 1975   | Italia               |
| 2  | Oleg Antonov      | S/O   | 28 luglio 1988   | Italia               |
| 3  | Andrea Marchisio  | L     | 6 novembre 1990  | Italia               |
| 4  | Earvin N'Gapeth   | S     | 12 febbraio 1991 | Francia              |
| 5  | Daniele De Pandis | L     | 30 giugno 1984   | Italia               |
| 6  | Andrea Galliani   | S     | 6 gennaio 1988   | Italia               |
| 7  | Wout Wijsmans     | S     | 17 luglio 1977   | Italia               |
| 8  | Emanuel Kohút     | C     | 21 luglio 1988   | Slovacchia           |
| 9  | Nikola Grbić      | P     | 6 settembre 1973 | Serbia               |
| 10 | Dore Della Lunga  | S     | 25 luglio 1984   | Italia               |
| 11 | Cvetan Sokolov    | S/O   | 31 dicembre 1989 | Bulgaria             |
| 12 | Nimir Abdel-Aziz  | P     | 5 febbraio 1992  | Paesi Bassi          |
| 13 | Andrea Rossi      | C     | 14 febbraio 1989 | Italia               |

## Mercato
| Acquisti | Acquisti          | Acquisti          | Acquisti      |
| R.       | Nome              | da                | Modalità      |
| -------- | ----------------- | ----------------- | ------------- |
| P        | Nimir Abdel-Aziz  | Treviso           | definitivo    |
| S/O      | Oleg Antonov      | Treviso           | definitivo    |
| L        | Daniele De Pandis | Top Volley Latina | definitivo    |
| S        | Dore Della Lunga  | Trentino          | prestito      |
| S        | Andrea Galliani   | Libertas Brianza  | definitivo    |
| C        | Emanuel Kohút     | Treviso           | definitivo    |
| L        | Andrea Marchisio  | Club Italia       | fine prestito |
| S/O      | Cvetan Sokolov    | Trentino          | prestito      |

| Cessioni | Cessioni            | Cessioni | Cessioni   |
| R.       | Nome                | a        | Modalità   |
| -------- | ------------------- | -------- | ---------- |
| P        | Michele Baranowicz  | Modena   | prestito   |
| S/O      | José Cáceres        | Molfetta | definitivo |
| C        | Francesco Fortunato | Argos    | definitivo |
| L        | Hubert Henno        | Lube     | definitivo |
| C        | Giuseppe Patriarca  | Argos    | definitivo |
| L        | Francesco Pieri     | Milano   | definitivo |
| S        | Toon van Lankvelt   | Nantes   | definitivo |
| C        | Jakub Veselý        | Modena   | definitivo |
| S/O      | Leandro Vissotto    | Ural     | definitivo |

## Risultati

### Serie A1

#### Girone di andata
| 1ª giornata - 7 ottobre 2012 PalaGrotte, Castellana Grotte | New Mater          | 1 - 3 | Piemonte           | 20-25, 20-25, 25-23, 20-25        |
| 2ª giornata - 14 novembre 2012 PalaBreBanca, Cuneo         | Piemonte           | 3 - 0 | Robur Angelo Costa | 25-13, 25-19, 25-13               |
| 3ª giornata - 20 ottobre 2012 PalaBreBanca, Cuneo          | Piemonte           | 3 - 1 | Callipo            | 25-19, 25-23, 20-25, 25-23        |
| 4ª giornata - 28 ottobre 2012 PalaBianchini, Latina        | Top Volley Latina  | 3 - 0 | Piemonte           | 25-19, 25-22, 25-20               |
| 5ª giornata - 4 novembre 2012 PalaTrento, Trento           | Trentino           | 3 - 0 | Piemonte           | 25-18, 25-21, 25-21               |
| 6ª giornata - 11 novembre 2012 PalaBreBanca, Cuneo         | Piemonte           | 3 - 0 | Piacenza           | 28-26, 25-20, 25-20               |
| 7ª giornata - 17 novembre 2012 PalaOlimpia, Verona         | BluVolley Verona   | 1 - 3 | Piemonte           | 18-25, 25-19, 18-25, 16-25        |
| 8ª giornata - 25 novembre 2012 PalaPanini, Modena          | Modena             | 3 - 0 | Piemonte           | 26-24, 25-21, 25-19               |
| 9ª giornata - 2 dicembre 2012 PalaBreBanca, Cuneo          | Piemonte           | 3 - 0 | Altotevere         | 25-20, 25-20, 25-22               |
| 10ª giornata - 9 dicembre 2012 PalaBreBanca, Cuneo         | Piemonte           | 3 - 2 | Lube               | 25-14, 26-28, 25-21, 23-25, 15-10 |
| 11ª giornata - 16 dicembre 2012 PalaEvangelisti, Perugia   | Sir Safety Perugia | 3 - 0 | Piemonte           | 25-22, 25-22, 25-22               |

#### Girone di ritorno
| 12ª giornata - 22 dicembre 2012 PalaBreBanca, Cuneo        | Piemonte           | 0 - 3 | New Mater          | 22-25, 27-29, 28-30               |
| 13ª giornata - 6 gennaio 2013 PalaDeAndrè, Ravenna         | Robur Angelo Costa | 0 - 3 | Piemonte           | 19-25, 19-25, 22-25               |
| 14ª giornata - 13 gennaio 2013 PalaValentia, Vibo Valentia | Callipo            | 0 - 3 | Piemonte           | 23-25, 20-25, 23-25               |
| 15ª giornata - 20 gennaio 2013 PalaBreBanca, Cuneo         | Piemonte           | 3 - 0 | Top Volley Latina  | 25-23, 25-21, 40-38               |
| 16ª giornata - 27 gennaio 2013 PalaBreBanca, Cuneo         | Piemonte           | 3 - 1 | Trentino           | 25-20, 16-25, 25-21, 25-22        |
| 17ª giornata - 3 febbraio 2013 PalaBanca, Piacenza         | Piacenza           | 3 - 0 | Piemonte           | 25-20, 25-22, 25-18               |
| 18ª giornata - 10 febbraio 2013 PalaBreBanca, Cuneo        | Piemonte           | 3 - 0 | BluVolley Verona   | 28-26, 25-20, 25-17               |
| 19ª giornata - 17 febbraio 2013 PalaBreBanca, Cuneo        | Piemonte           | 3 - 1 | Modena             | 25-22, 14-25, 25-22, 25-23        |
| 20ª giornata - 23 febbraio 2013 PalaKemon, San Giustino    | Altotevere         | 2 - 3 | Piemonte           | 25-27, 25-23, 25-20, 19-25, 13-15 |
| 21ª giornata - 3 marzo 2013 PalaFontescodella, Macerata    | Lube               | 3 - 1 | Piemonte           | 26-24, 21-25, 25-22, 25-22        |
| 22ª giornata - 10 marzo 2013 PalaBreBanca, Cuneo           | Piemonte           | 3 - 0 | Sir Safety Perugia | 25-22, 25-22, 27-25               |

#### Play-off scudetto
| Quarti di finale (gara 2) - 27 marzo 2013 PalaPanini, Modena   | Modena   | 2 - 3 | Piemonte | 25-23, 19-25, 25-19, 15-25, 13-15 |
| Quarti di finale (gara 3) - 1º aprile 2013 PalaBreBanca, Cuneo | Piemonte | 3 - 2 | Modena   | 21-25, 22-25, 25-20, 25-16, 15-13 |
| Semifinali (gara 2) - 11 aprile 2013 PalaBreBanca, Cuneo       | Piemonte | 2 - 3 | Trentino | 19-25, 29-27, 25-13, 20-25, 16-18 |
| Semifinali (gara 3) - 14 aprile 2013 PalaTrento, Trento        | Trentino | 3 - 0 | Piemonte | 25-20, 25-18, 25-22               |

### Coppa Italia

#### Fase ad eliminazione diretta
| Quarti di finale - 26 dicembre 2012 PalaValentia, Vibo Valentia | Callipo | 3 - 0 | Piemonte | 25-22, 33-31, 25-20 |

### Champions League

#### Fase a gironi
| 1ª giornata - 23 ottobre 2012 Sala Sporturilor, Zalău          | Remat Zalău    | 0 - 3 | Piemonte       | 30-32, 20-25, 18-25        |
| 2ª giornata - 31 ottobre 2012 PalaBreBanca, Cuneo              | Piemonte       | 3 - 0 | Arago de Sète  | 25-17, 25-23, 25-23        |
| 3ª giornata - 14 novembre 2012 Hala Podpromie, Rzeszów         | Asseco Resovia | 0 - 3 | Piemonte       | 18-25, 23-25, 20-25        |
| 4ª giornata - 20 novembre 2012 PalaBreBanca, Cuneo             | Piemonte       | 3 - 1 | Asseco Resovia | 25-19, 14-25, 25-16, 29-27 |
| 5ª giornata - 6 dicembre 2012 Palais de Coubertin, Montpellier | Arago de Sète  | 0 - 3 | Piemonte       | 16-25, 22-25, 16-25        |
| 6ª giornata - 12 dicembre 2012 PalaBreBanca, Cuneo             | Piemonte       | 3 - 1 | Remat Zalău    | 29-31, 25-20, 25-12, 25-18 |

#### Fase ad eliminazione diretta
| Play-off a 12 (andata) - 15 gennaio 2013 Dvorana Center, Lubiana    | ACH Volley | 0 - 3 | Piemonte              | 23-25, 17-25, 23-25                               |
| Play-off a 12 (ritorno) - 22 gennaio 2013 PalaBreBanca, Cuneo       | Piemonte   | 3 - 1 | ACH Volley            | 25-16, 25-21, 24-26, 25-16                        |
| Play-off a 6 (andata) - 6 febbraio 2013 PalaFontescodella, Macerata | Lube       | 3 - 0 | Piemonte              | 25-17, 25-17, 25-22                               |
| Play-off a 6 (ritorno) - 13 febbraio 2013 PalaBreBanca, Cuneo       | Piemonte   | 3 - 2 | Lube                  | 25-17, 25-19, 22-25, 21-25, 15-8 Golden set: 15-7 |
| Semifinali - 16 marzo 2013 ACC V. Blinov, Omsk                      | Piemonte   | 3 - 2 | ZAKSA                 | 22-25, 25-22, 20-25, 17-25                        |
| Finale - 17 marzo 2013 ACC V. Blinov, Omsk                          | Piemonte   | 2 - 3 | Lokomotiv Novosibirsk | 25-22, 24-26, 23-25, 25-20, 14-16                 |

## Statistiche

### Statistiche di squadra
| Competizione     | Punti | In casa | In casa | In casa | In trasferta | In trasferta | In trasferta | Totale | Totale | Totale |
| Competizione     | Punti | G       | V       | P       | G            | V            | P            | G      | V      | P      |
| ---------------- | ----- | ------- | ------- | ------- | ------------ | ------------ | ------------ | ------ | ------ | ------ |
| Serie A1         | 43    | 13      | 11      | 2       | 13           | 6            | 7            | 26     | 18     | 8      |
| Coppa Italia     | -     | -       | -       | -       | 1            | 0            | 1            | 1      | 0      | 1      |
| Champions League | 18    | 5       | 5       | 0       | 5            | 4            | 1            | 12     | 10     | 2      |
| Totale           | -     | 18      | 16      | 2       | 19           | 10           | 9            | 39     | 28     | 11     |

G = partite giocate; V = partite vinte; P = partite perse

### Statistiche dei giocatori
| Giocatore      | Serie A1 | Serie A1 | Serie A1 | Serie A1 | Serie A1 | Coppa Italia | Coppa Italia | Coppa Italia | Coppa Italia | Coppa Italia | Champions League | Champions League | Champions League | Champions League | Champions League | Totale | Totale | Totale | Totale | Totale |
| Giocatore      | P        | PT       | AV       | MV       | BV       | P            | PT           | AV           | MV           | BV           | P                | PT               | AV               | MV               | BV               | P      | PT     | AV     | MV     | BV     |
| -------------- | -------- | -------- | -------- | -------- | -------- | ------------ | ------------ | ------------ | ------------ | ------------ | ---------------- | ---------------- | ---------------- | ---------------- | ---------------- | ------ | ------ | ------ | ------ | ------ |
| N. Abdel-Aziz  | 18       | 5        | 0        | 0        | 5        | 1            | 0            | 0            | 0            | 0            | 9                | 34               | 8                | 10               | 16               | 28     | 39     | 8      | 10     | 21     |
| O. Antonov     | 19       | 123      | 103      | 9        | 11       | 1            | 10           | 9            | 1            | 0            | 11               | 114              | 85               | 17               | 12               | 31     | 247    | 197    | 27     | 23     |
| D. De Pandis   | 26       | -        | -        | -        | -        | 1            | -            | -            | -            | -            | 10               | -                | -                | -                | -                | 37     | -      | -      | -      | -      |
| D. Della Lunga | 21       | 21       | 15       | 4        | 2        | 1            | 0            | 0            | 0            | 0            | 10               | 36               | 26               | 5                | 5                | 32     | 57     | 41     | 9      | 7      |
| A. Galliani    | 7        | 5        | 3        | 0        | 2        | 0            | 0            | 0            | 0            | 0            | 3                | 4                | 3                | 1                | 0                | 10     | 9      | 6      | 1      | 2      |
| N. Grbić       | 26       | 77       | 28       | 38       | 11       | 1            | 1            | 1            | 0            | 0            | 10               | 32               | 21               | 8                | 3                | 37     | 110    | 50     | 46     | 14     |
| E. Kohút       | 26       | 162      | 105      | 46       | 11       | 1            | 6            | 3            | 3            | 0            | 10               | 63               | 37               | 22               | 4                | 37     | 231    | 145    | 71     | 15     |
| A. Marchisio   | 5        | -        | -        | -        | -        | 0            | -            | -            | -            | -            | 3                | -                | -                | -                | -                | 8      | -      | -      | -      | -      |
| L. Mastrangelo | 12       | 55       | 28       | 23       | 4        | 1            | 7            | 4            | 2            | 1            | 4                | 16               | 7                | 6                | 3                | 17     | 78     | 39     | 31     | 8      |
| E. N'Gapeth    | 24       | 285      | 220      | 24       | 41       | 1            | 11           | 10           | 0            | 1            | 12               | 134              | 110              | 9                | 15               | 37     | 430    | 340    | 33     | 57     |
| A. Rossi       | 18       | 41       | 25       | 15       | 1        | 0            | 0            | 0            | 0            | 0            | 10               | 45               | 22               | 15               | 8                | 28     | 86     | 47     | 30     | 9      |
| C. Sokolov     | 26       | 489      | 388      | 58       | 43       | 1            | 6            | 5            | 1            | 0            | 12               | 222              | 176              | 31               | 15               | 39     | 717    | 569    | 90     | 58     |
| W. Wijsmans    | 25       | 302      | 240      | 40       | 22       | 1            | 11           | 11           | 0            | 0            | 6                | 88               | 71               | 10               | 7                | 32     | 401    | 322    | 50     | 29     |

P = presenze; PT = punti totali; AV = attacchi vincenti; MV = muri vincenti; BV = battute vincenti